# اج‌آی‌پی ۱۳۰۴۴

{{Starbox observe
 
اج‌آی‌پی ۱۳۰۴۴ (انگلیسی: HIP 13044) یک ستاره با شاخه افقی سرخ است که حدود ۲۳۰۰ سال نوری (۷۰۰ پارسک) از زمین در صورت فلکی کوره فاصله دارد. این ستاره بخشی از جریان هلمی، یک کهکشان کوتوله سابق است که بین شش تا نه میلیارد سال پیش با کهکشان راه شیری ادغام شد. در نتیجه، اج‌آی‌پی ۱۳۰۴۴ دور مرکز کهکشان در مداری بسیار نامنظم نسبت به صفحه کهکشانی می‌چرخد. جرم اج‌آی‌پی ۱۳۰۴۴ کمی از خورشید کمتر است، اما تقریباً هفت برابر اندازهٔ آن است. این ستاره که حداقل دارای نه میلیارد سال سن تخمین زده می‌شود، از مرحله غول سرخ عبور کرده‌است. چرخش نسبتاً سریع ستاره ممکن است به این دلیل باشد که یک یا چند سیاره در مرحله غول سرخ را در خود فرو برده‌است.